# Wilhelm Killing
Wilhelm Karl Joseph Killing (10. května 1847, Burbach (Severní Porýní-Vestfálsko) – 11. února 1923, Münster) byl německý matematik, který podstatně přispěl k teorii Lieových algeber, Lieových grup, a neeuklidovských geometrií.
Killing studoval na univerzitě v Münsteru a napsal svou disertační práci pod vedením Karla Weierstrasse a Ernsta Kummera v Berlíně v roce 1872. V letech 1868 až 1872 vyučoval na gymnáziích. Stal se profesorem v semináři vysoké školy Collegium Astoria v Braunsbergu (dnes Braniewo v Polsku). Následně byl zvolen rektorem vysoké školy a předsedou městské rady. Jako profesor a správce byl Killing všeobecně oblíbený a respektovaný. Nakonec v roce 1892 se stal profesorem na univerzitě v Münsteru. V roce 1886 Killing i jeho manželka vstoupili do Třetího řádu sv. Františka.
V roce 1878 psal v časopise Crelle's journal o prostorových formách a roku 1880 o výpočtech v hyperbolické geometrii. Když referoval o Weierstrassových přednáškách, zavedl hyperboloidní model, popsaný ve Weierstrassových souřadnicích'.
Kolem roku 1880 Killing vynalezl Lieovy algebry nezávisle na Sophusu Liem. V knihovně Killingovy univerzity nebyl skandinávský časopis, v němž Lie publikoval svůj článek. Lie byl později ve vztahu ke Killingovi nepřátelský a tvrdil, že vše co je platné již bylo prokázáno jím, a vše co je neplatné přidal Killing. Ve skutečnosti byla Killingova práce méně přísně logická. Killing měl vyšší cíle, pokud jde o klasifikaci grup, a učinil řadu neověřených dohadů, které se ale ukázaly být pravdivé. Protože Killingovy cíle byly tak vysoké, byl velmi skromný pokud jde o jeho vlastní zásluhy.
Od roku 1888 do 1890 Killing v podstatě klasifikoval komplexní jednoduché Lieovy algebry s konečným počtem dimenzí a jako nezbytný krok ke klasifikaci Lieových grup vymyslel pojmy Cartanova subalgebra a Cartanova matice. Dospěl tak k závěru, že v podstatě jediné jednoduché Lieovy algebry jsou ty, jež jsou spojeny s lineárními, ortogonálními a symplektickými grupami, kromě několika ojedinělých výjimek. Cartanova disertační práce z roku 1894 byla v podstatě přesným přepisem Killingových objevů. Killing rovněž zavádí pojem kořenový systém. V roce 1887 objevil výjimečnou Lieovu algebru g2, jeho kořenový systém klasifikace ukázal všechny mimořádné případy, ale konkrétní konstrukce přišly později.